# Cratere Tseraskaya
Tseraskaya  è un cratere sulla superficie di Venere. Deve il proprio nome all'astronoma sovietica di nazionalità russa Lidija Petrovna Ceraskaja (in russo Лидия Петровна Цераская?).